# Повернення афроамериканця-волонтера з громадянської війни
Повернення афроамериканця-волонтера з громадянської війни (англ. The Volunteer's Return) — картина, котру створив швейцарський художник Френк Бухзер (1828—1890).

## Передісторія
Швейцарський художник прибув у Сполучені Штати 1866 року, практично через рік після закінчення громадянської війни.
Серед завдань художника — створити офіційні портрети генералів північних штатів (переможців у війні), а також зустрічі і спілкування з швейцарцями, що емігрували у США та оселились там. Він планував також створити алегоричну картину, призначену прикрасити офіційну установу в столиці, але в Швейцарії.
Перебування у Сполучених Штатах розтяглося на п'ять років. Цей термін мимоволі змінив і первісні плани митця. Він почав збирати допоміжні матеріали, вдивляючись у повоєнну реальність розбурханої країни. Сам не дворянин, він (нешляхтич за походженням), представник реалізму, наполегливо вдивлявся в нові реалії капіталістичної країни, в діячів, що посіли панівні позиції в керівництві країни і жорстко, болісно переробляли напівфеодальні південні штати на новий лад. Серед нових реалій країни були маси негритянських рабів, звільнених від рабства і дещо хаотично залучених до капіталістичних відносин і соціальних реформ. Серед них — афроамериканські вояки-волонтери, колишні раби.
Спостереження за новою реальністю незнайомої йому країни призвело до створення численних малюнків, ескізів і записів у щоденнику, котрий він буде вести впродовж свого перебування у США.

## Опис твору
Картина «Повернення афроамериканця-волонтера» позначена у щоденнику художника березнем 1867 року. Місцем події був Вашингтон (округ Колумбія). Саме там швейцарський художник спостерігав за мешканцями найнижчих станів та афроамериканцями, їх побутом, поведінкою цих «забутих» у США людей тощо. В окрузі Колумбія рабовласництво скасували лише чотири роки тому.
Зберігся і підготовчий малюнок до картини під назвою «Повернення самбо з війни» (самбо у США — дитина від негра та індіанки).
Три персонажі картини подані художником біля кам'яного паркану, рясно обклеєного об'явами і рекламами. Вся трійця — афроамериканці в старому, подертому одязі і справляють враження жебраків. Але це не перебільшення художника, а реальність. В центрі — волонтер з рушницею. За ознаками його одягу його розпізнають як колишнього артилериста. Його розповідь про нещодавні військові події уважно слухають два юнаки. Спогади волонтера-вояка настільки захопили персонажів картини, що вони забули про все. Забуває мимоволі про їх нешляхетність і подертий одяг і глядач, якими б незграбними вони виглядали (адже не одяг — головна деталь і головна мета цієї картини).
Художник, що був покликаний закарбувати героїв війни, сам білий, міг би взяти героями своєї картини білих вояків-американців. Демократичні, реалістичні настанови нешляхетного художника звернули його увагу на нешляхетних і гнаних, адже расизм був глибоко вкорінений в реальність Сполучених Штатів і свідомість білої більшості мешканців.
Картина «Повернення афроамериканця-волонтера з громадянської війни» стане програмним твором швейцарського художника американського періоду. Декілька інших — носять відверто побутовий характер і висвітлюють доволі спокійні події.
Жебракуючі і неприбрані, в подертому одязі і щойно залучені до нового періоду життя, афроамериканці на картинах художника справили приголомшливе враження на публіку, котра до того була головним споживачем мистецтва і живопису у США і орієнтувалась лише на приємні, побутові твори, бажано безсюжетні і безтривожні. Про картини з афроамериканцями доволі точно висловився один з небагатьох аналітиків-критиків зі США, котрий писав про майже лякаючий реалізм швейцарця, здатного бачити більше, ніж будь-який художник у Сполучених Штатах тієї пори.